# Land der verlorenen Kinder
Land der verlorenen Kinder ist ein US-amerikanischer Fernsehfilm aus dem Jahr 1994. Das Filmdrama handelt vom Kampf eines US-amerikanischen Paares um die Adoption eines rumänischen Kindes.

## Handlung
Das US-amerikanische, kinderlose Ehepaar Joe und Carol Stevens reist Anfang der 1990er Jahre nach Rumänien, um ein Waisenkind zu adoptieren. Bürokratie und Korruption erschweren das Anliegen des Paares. In einem Waisenhaus lernen sie ein Mädchen und einen Jungen kennen, der angeblich geistig behindert ist. Am nächsten Tag ist der Junge verschwunden. Die Stevens machen sich auf die Suche und decken die Machenschaften des korrupten Heimleiters Dr. Preda auf.

## Hintergrund
Der Film wurde am 3. März 1994 erstmals im US-amerikanischen Fernsehen ausgestrahlt. In Frankreich kam er am 1. Februar 1995 in die Kinos.

## Rezeption
TV Spielfilm beurteilte den Film als „realitätsnahes Drama über (Un-)Menschlichkeit“, in dem das frühere „Sexidol“ Ann-Margret „als engagierte Kämpferin für Menschenrechte“ überzeuge.
Der Filmdienst urteilte: „Melodramatische Familiengeschichte nach tatsächlichen Erlebnissen der dargestellten Personen, die in einer Mischung aus Fakten und Erfindungen den Kampf um die jüngsten Opfer des Ceaucescu-Regimes nacherzählt. Zwar werden die rumänischen Verhältnisse intensiv und inszenatorisch zupackend dargestellt, zugleich aber mit allzu vielen melodramatischen US-Fernsehklischees verflochten, so daß das wichtige Thema letztlich vertan wird.“